# Chionaema molleri
Chionaema molleri är en fjärilsart som beskrevs av Henry John Elwes 1890. Chionaema molleri ingår i släktet Chionaema och familjen björnspinnare. Inga underarter finns listade i Catalogue of Life.